# Bistum Barreiras
Das Bistum Barreiras (lat.: Dioecesis Barreriensis) ist eine in Brasilien gelegene römisch-katholische Diözese mit Sitz in Barreiras im Bundesstaat Bahia.

## Geschichte
Das Bistum Barreiras wurde am 21. Mai 1979 durch Papst Johannes Paul II. aus Gebietsabtretungen des Bistums Barra errichtet und dem Erzbistum São Salvador da Bahia als Suffraganbistum unterstellt. Erster Bischof wurde Ricardo José Weberberger OSB. Am 16. Januar 2002 wurde das Bistum Barreiras dem Erzbistum Feira de Santana als Suffraganbistum unterstellt.

## Bischöfe von Barreiras
- Ricardo José Weberberger OSB, 1979–2010
- Josafá Menezes da Silva, 2010–2019, dann Erzbischof von Vitória da Conquista
- Moacir Silva Arantes, seit 2020